# 廣東漢樂
廣東漢樂，又稱外江弦、儒家樂或漢調音樂等，是流行於广东的一種民間器樂，主要分布於中國廣東東部，如梅州、汕頭、韶關和惠州惠陽等地，此外也廣汎流行於江西、福建、广西、海南、臺灣以及東南亞的華人之間。

## 歷史
廣東漢樂被認為是客家人祖先在700年前從中原地區南遷時，將中原古漢樂與客居地的民間吹打樂和廟堂音樂等樂種融匯交流而成。因其在數百年間傳承少有變化，有「中州古樂的活化石」之稱。2006年，被中國文化部列入國家級非物質文化遺產第一批保護名錄，同時也是廣東三大樂種之一。
為了正本清源，一九六二年第一屆羊城音樂會上，經眾多音樂家研討，正式定名為"廣東漢樂"。
2012年10月，梅州文藝團體廣東漢劇樂團以作品《翠子登潭》奪得央視民族器樂電視大賽冠軍。

## 特色
廣東漢樂保留了原有中原音樂的特點，並與梅州大埔當地的民間音樂（如打八音、中軍班音樂）等相融合，同時又吸納了潮樂（如大鑼鼓）的元素。
廣東漢樂曲調婉轉儒雅且古樸大方，有著較為完整的體系與藝術風格。從漢樂曲牌名稱看，既有氣派高貴的《將軍令》、《北進宮》（北正宮）、《朝天子》等，也有典雅清秀，別具儒家風範的《出水蓮》、《柳葉金》、《琵琶調》、《西廂詞》等，還有緊貼大衆生活的《迎賓客》、《百家春》、《賣雜貨》、《嫁好郎》等。《出水蓮》為廣東漢樂的代表作，故現在的影視藝術舞臺上也經常可以聽到此作的表演節目。

## 廣東漢樂的演出形式和內容
廣東漢樂可以包括幾種演出形式   
- 和弦索：為絲竹樂形式，由頭弦領奏，搭配月琴、琵琶、殼子弦、胖胡、三弦、笛子等樂器。
- 鑼鼓吹：為鑼鼓樂形式，由嗩吶主奏，配合蘇鑼、小鑼、鈸、碗鑼、乳鑼、梆子、搖板等打擊樂器。
- 清樂：由箏、琵琶、椰胡三種樂器合奏，又稱作「三件頭」。
- 中軍班：是一種在興寧市、梅縣、大埔和福建西部的職業樂班，主要在婚喪喜慶等場合吹奏。其演出內容包括古曲大樂、民間小調，以及以嗩吶咔奏廣東漢劇的唱腔等。

廣東漢樂著名的曲子有〈懷古〉、〈出水蓮〉、〈崖山哀〉、〈蕉窗夜雨〉、〈昭君怨〉、〈翡翠登潭〉、〈浪淘沙〉、〈西廂詞〉等。